# Fire Emblem: Thracia 776
Fire Emblem: Thracia 776 (ファイアーエムブレム　トラキア776, Faiā Emuburemu: Torakia Nana Nana Roku) est un jeu-vidéo de genre tactical RPG développé par Intelligent Systems et édité par Nintendo, sorti sur Super Famicom au Japon exclusivement. C'est le cinquième volet de la saga Fire Emblem et le dernier opus sorti sur la console.
Le jeu se déroule dans le même univers que son prédécesseur Fire Emblem: Genealogy of the Holy War, sorti en 1996 sur la même plate-forme. Il approfondit son univers et se focalise plus particulièrement sur l'histoire de Leif, l'un des personnages du jeu précédent.
Disponible dès le 1er septembre 1999 grâce au service Nintendo Power, la version cartouche fut mise en vente le 21 janvier 2000. Il s'agit du dernier jeu au format cartouche paru sur la Super Famicom. Une édition collector Deluxe comprenant en plus du jeu, deux peluches, une carte du monde et une cassette vidéo était également disponible.

## Trame
L'histoire prend place sur la péninsule de Thracia, en Jugdral, en l'an 776 du calendrier local. Le prince Leif, héritier du petit royaume de Leonster dans le nord de la péninsule, vit en exil dans un village reculé. Le nord, où se trouvent ses terres natales, vit depuis 13 ans sous le joug de la maison Friege, une noble famille du puissant empire de Grannvale voisin qui y a établi un royaume sous autorité impériale. Le sud est quant à lui sous domination du roi Travant, l'assassin des parents de Leif, qui convoite depuis longtemps les terres plus fertiles du nord désormais confisquées par l'Empire. Leif est contraint de mener une rébellion alliant chevaliers, miliciens, résistants et même hors-la-loi pour libérer le nord de Thracia de l'occupation étrangère, et, à terme, unifier l'ensemble de la péninsule sous la même bannière.

## Système de jeu
Le système de jeu suit la formule générale des épisodes précédents : dans des combats tactiques au tour par tour, le joueur déplace et fait agir ses unités sur une carte formant une grille de cases carrées afin d'accomplir l'objectif du chapitre et passer au suivant. Les unités peuvent acquérir de l'expérience et gagner en puissance, mais si elles sont vaincues, alors elles disparaissent pour le restant de la partie.
Si Thracia 776 intègre quelques mécaniques issues de Genealogy of the Holy War, notamment les techniques de combat, il abandonne toutefois le système de généalogie, de gestion de l'inventaire et les cartes de grandes dimensions de son prédécesseur pour revenir à une formule plus proche de Mystery of the Emblem. Le jeu est souvent considéré comme l'un des plus ardus de la franchise, notamment en raison de son caractère plutôt cryptique par rapport aux épisodes plus récents. Bien que le manuel du jeu fournisse des informations intéressantes, il n'a jamais été traduit officiellement et est difficile à se procurer hors des frontières nippones.
C'est le premier opus de la série à disposer d'objectifs variés. Là où l'objectif était toujours de prendre une position ennemie dans Shadow Dragon & the Blade of Light, Mystery of the Emblem et Genealogy of the Holy War, ou de vaincre tous les ennemis dans Gaiden, ce cinquième volet propose différents objectifs pour différents chapitres, rendant l'action du joueur plus en phase avec le déroulement de l'histoire. On peut ainsi noter l'apparition de chapitres consistant à défendre une position alliée durant un certain nombre de tours ou encore d'autres demandant au joueur de faire en sorte que ses troupes fuient une position sous la pression d'ennemis en surnombre, renforçant l'idée d'une rébellion en sous-effectif face à la puissance de l'armée ennemie.
C'est dans cet épisode qu'apparait la statistique de constitution, permettant à chaque unité de pouvoir contrebalancer la perte de vitesse induite par le poids des armes qu'elle utilise par sa force physique. Elle rend aussi possible de porter une autre unité de constitution inférieure (la cavalerie et les unités volantes étant dans ce cas considérés comme ayant la constitution maximale), permettant entre autres de l'extirper d'une situation dangereuse, en échange d'une diminution temporaire des statistiques.
Thracia 776 marque de plus la première apparition de cartes comportant du brouillard de guerre.
Également pour la première fois dans la série, certains chapitres disposent désormais d'objectifs secondaires qui, s'ils sont remplis, permettent au joueur d'accéder à des chapitres optionnels, généralement afin d'y recruter de nouveaux personnages.
Le jeu intègre deux mécaniques uniques qui ne sont jamais revenues, ou sous des formes très largement édulcorées, dans les épisodes suivants. D'une part, la mécanique de capture : en échange d'une diminution temporaire de ses statistiques, une unité alliée peut tenter de capturer une unité ennemie. Si elle parvient à réduire ses points de vie à zéro, l'ennemi sera capturé et il sera alors possible de lui voler son équipement avant de le relâcher. Ce système prend tout son sens en prenant en compte la faible quantité d'argent disponible dans le jeu, faisant de la capture une manière efficace d'acquérir des armes rares ou puissantes et renforçant le sentiment de précarité de l'armée du joueur face à l'ennemi. D'autre part, la fatigue : chaque tour de combat ou utilisation d'un bâton de magie fatigue une unité. Si sa quantité de fatigue excède le nombre de ses points de vie maximaux, alors l'unité ne peut être déployée au chapitre suivant. Choisir de ne pas déployer une unité, qu'elle ait atteint sa limite de fatigue ou non, permet de faire retomber sa fatigue à zéro, encourageant le joueur à ne pas toujours choisir les mêmes unités pour chaque chapitre.

## Développement

### Équipe
- Producteur : Takehiro Izushi
- Directeur, concepteur : Shouzou Kaga
- Programmeurs : Toru Narihiro, Takafumi Kaneko
- Illustrateurs : Masahiro Higuchi, Mayumi Hirota
- Écriture : Shouzou Kaga, Masayuki Horikawa
- Composition musicale : Yuka Tsujiyoko

### Résumé
Fire Emblem: Thracia 776 est d'abord pensé pour être une modeste suite à son prédécesseur Genealogy of the Holy War. Le projet devait être d'ampleur moins importante et le développement plus rapide. L'idée était de produire un jeu plus proche en termes de système de jeu de Mystery of the Emblem, pour les amateurs de ce dernier qui n'avaient pas été convaincus par les remaniements profonds de Genealogy of the Holy War. Le développement s'avère toutefois plus long qu'initialement prévu : de nouvelles idées de gameplay fusent et Shouzou Kaga se prend au jeu de l'écriture de cette aventure plus personnelle.
Peu après la sortie de Thracia 776, Kaga quitte Intelligent Systems, notamment sur fond de désaccord sur le projet finalement avorté Fire Emblem: Ankoku no Miko pour la Nintendo 64. Il fonde son propre studio et crée le jeu Tear Ring Saga pour la PlayStation. Alors qu'il était l'un des pères de la franchise, ayant occupé un rôle central de concepteur et scénariste puis directeur depuis les débuts de la série, son départ marque le début d'une nouvelle ère pour Fire Emblem.

## Accueil
Fire Emblem: Thracia 776 est très bien reçu par la critique et la presse spécialisée. Il obtient un 35/40 de Famitsu et un 9,9/10 de Nintendojo.
Les ventes du jeu sont estimées à 260 000 exemplaires environ par le site VG Chartz, faisant de Thracia 776 la moins bonne performance commerciale de la franchise. Ce résultat décevant peut être attribué d'une part au caractère de "suite" de Genealogy of the Holy War, et d'autre part et surtout en raison de sa sortie particulièrement tardive sur Super Famicom en 1999/2000, alors que l'ère de sa successeure, la Nintendo 64, était déjà bien entamée.

## Postérité
Le jeu est par la suite republié sur les consoles virtuelles japonaises de différentes consoles Nintendo : sur Wii le 15 juillet 2008, sur Wii U le 10 juillet 2013 et sur Nintendo 3DS le 28 novembre 2016 (il s'agit à chaque fois d'une réédition de la version cartouche et non de la version Nintendo Power, les deux versions présentant de très légères différences). N'ayant jamais été officiellement localisé et exporté hors de son pays d'origine, le jeu a fait l'objet de diverses fan-traductions en de multiples langues, dont l'anglais et le français.
Fire Emblem: Awakening fait référence au jeu, au travers notamment de certaines armes[réf. nécessaire]. De nombreux personnages du jeu y sont par ailleurs recrutables par le biais des fonctionnalités Spotpass[réf. nécessaire].
Leif, le protagoniste principal, est l'un des personnages auxquels il est possible de faire appel grâce aux Emblèmes dans Fire Emblem Engage.
De nombreux personnages du jeu ont fait une ou plusieurs apparitions dans le jeu mobile Fire Emblem Heroes, ainsi que dans le jeu de cartes dérivé Fire Emblem 0 (Cipher)[réf. nécessaire].
Le titre a par la suite été adapté en plusieurs mangas[réf. nécessaire].
La série Super Smash Bros. intègre depuis son opus Melee un costume alternatif pour Marth, autre protagoniste de la série Fire Emblem, reprenant les couleurs dominantes de la tenue de Leif. De plus, le thème de recrutement du jeu est présent dans le Meeting Theme Series Medley, une musique disponible depuis l'épisode Super Smash Bros. for Nintendo 3DS / for Wii U.